# Фототранзистор
Фототранзистор је транзистор чија се колекторска струја мијења под утицајем свјетлости која пада на њега. Због те особине, налази примјену као електронски сензор (осјетило) и појачавач. Битна особина фототранзистора је да он осим детекције, врши и улогу појачавача, за разлику од фотодиоде.
Фототранзистор је начињен од пулупроводног материјала као и обични биполарни транзистор. База фототранзистора је отворена за улаз свјетлости. Ако су фотони свјетлости који падају довољно високе фреквенције (довољне енергије), створиће струју базе, која појачана постаје знатна струја колектора. Пошто је база у ствари детектор, фототранзистори најчешће немају посебан базни извод већ само два, колектор и емитер.

## Примјена
Због брзе реакције на свјетлосни ниво, користе се за већину примјена у оптоелектроници. Постоје многе врсте које су осјетљиве на инфрацрвени дио спектра. Примјер употребе су оптички изолациони парови (оптокаплери), сензори позиције (енкодери), бројачи производа на фабричкој траци и други.

## Материјал
Материјал је силицијум (Si), као и за обични биполарни транзистор. Постоје НПН и ПНП типови.

## Симбол
Симбол фототранзистора је приказан на слици.

## Предности и мане
Предности су ниска цијена и брз рад (у односу на фотоотпорник). Мана је нешто спорије вријеме реакције од фотодиоде. 